# Stelis storkii
Stelis storkii är en orkidéart som beskrevs av Oakes Ames. Stelis storkii ingår i släktet Stelis och familjen orkidéer. Inga underarter finns listade i Catalogue of Life.